# Yekuno Amlak
Yekuno Amlak (... – 19 giugno 1285) fu imperatore d'Etiopia dal 1270 al 1285.
L'imperatore Yekuno Amlak (amarico: ይኵኖ አምላክ ? ; nome trono Tasfa Iyasus) è stato Nagast nəgusä (r 10 agosto 1270 - 19 giugno 1285) di Etiopia e restauratore della Dinastia Salomonide. La sua discendenza, attraverso suo padre Tasfa Iyasus, risaliva a Dil Na'od, l'ultimo re di Axum.

## Biografia
Molto di ciò che si conosce di Yekuno Amlak si basa su tradizioni orali e agiografie medievali. Yekuno Amlak studiò nel Monastero Estifanos sul lago Haic, vicino Amba Sel, dove più tarde agiografie medievali affermano che venne istruito da san Tekle Haymanot che lo aiutò a deporre l'ultimo re della dinastia Zaguè. Agiografie precedenti, tuttavia, affermano che fu Iyasus Estemoa, l'abate del monastero Estifanos sul lago Haic, che lo aiutò a raggiungere il potere. GWB Huntingford spiega questa discrepanza sottolineando che il Monastero Estifanos un tempo era il più importante monastero dell'Etiopia, ma Tekle Haymanot di Debre Libanos alla fine eclissò l'importanza di Estifanos. Dal regno di Amda Seyon I divenne usanza nominare l'abate di Debre Libanos, Ichege o testa secolare della Chiesa etiopica. Tuttavia, nessuna di queste tradizioni è contemporanea di una qualsiasi delle persone coinvolte.
C'era anche la storia, in relazione alla "Vita di Iyasus Estemoa" nel Be'ela nagastat, che profetizzava la storia di un gallo che avrebbe cantato fuori della casa di Yakuno Amlak per tre mesi e chi avesse mangiato la sua testa sarebbe divenuto re. Il re uccise il gallo che venne cucinato, ma il cuoco scartò la testa che Yekuno Amlak mangiò divenendo così sovrano dell'Etiopia. Gli studiosi hanno fatto notare che la somiglianza tra questa leggenda e un'altra circa il primo re del Kaffa, che allo stesso modo apprese che chi avesse mangiato la testa di un certo gallo sarebbe divenuto re, così come l'etiope Mashafa dorho o "Libro del gallo", che racconta una storia di un gallo cotto presentato a Cristo nell'Ultima Cena che viene riportato in vita.
La storia segnala inoltre che Yekuno Amlak fu imprigionato dal re Zagwe Za-Ilmaknun ("l'ignoto, quello nascosto") sul Monte Malot, ma riuscì a fuggire. Ottenne sostegno nella provincia dell'Amara e in Scioa e con un esercito di seguaci sconfisse il re Zaguè. Taddese Tamrat ha sostenuto che questo re era Yetbarak, ma a causa di una forma locale di damnatio memoriae, il suo nome è stato rimosso dai registri ufficiali. Un cronista più recente di storia Wollo, Getatchew Mekonnen Hasen, afferma categoricamente che l'ultimo re Zaguè deposto da Yekuno Amlak altri non era che Na'akueto La'ab.

## Regno
Yekuno Amlak ha attuato campagne militari contro il Regno di Damot, che si trovava a sud del fiume Abbay (Nilo Azzurro).
La storia documentata offre maggiori certezze circa le sue relazioni con gli altri paesi. Ad esempio, EA Wallis Budge attesta con agiografie medievali che Yekuno Amlak scambiò non solo lettere con l'imperatore bizantino Michele VIII Paleologo, ma gli inviò diverse giraffe in regalo. In un primo momento, le sue interazioni con i suoi vicini musulmani erano cordiali, ma i suoi tentativi di concedere un Abuna alla Chiesa ortodossa etiope finì col rendere tese queste relazioni. Esiste ancora oggi una lettera che scrisse al Sultano dei mamelucchi Baibars, che aveva la sovranità sul patriarcato di Alessandria (il capo ultimo della chiesa etiopica), per chiedere il suo aiuto per un nuovo Abuna nel 1273; la lettera suggerisce che questa non era la sua prima richiesta. Quando la richiesta non venne esaudita, accusò l'intervento del sultano dello Yemen che aveva ostacolato il cammino del suo messaggero al Cairo.
Taddesse Tamrat interpreta l'allusione del figlio di Yekuno Amlak ai sacerdoti siriani presso la corte reale, a questa mancanza di attenzione da parte del Patriarca. Taddesse rileva inoltre che in questo periodo, i Patriarchi di Alessandria e Antiochia stavano lottando per il controllo della nomina del vescovo di Gerusalemme, fino ad allora prerogativa del Patriarca di Antiochia. Una delle mosse in questa controversia è stata la nomina ad Abuna di un pellegrino etiope da parte del Patriarca di Antiochia David Ignatius III. Questo pellegrino non tentò mai di assumere questo posto in Etiopia, ma Taddesse Tamrat argomenta che la mancanza di vescovi copti costrinse l'imperatore Yekuno Amlak a fare affidamento sui partigiani siriani che arrivavano nel suo regno.
Yekuno Amlak è accreditato come il fondatore della Chiesa di Gennete Maryam vicino Lalibela, che contiene i primi superstiti affreschi databili in Etiopia.
Il suo discendente l'imperatore Baeda Maryam ha ri-sepolto il corpo di Yekuno Amlak nella chiesa di Atronsa Maryam.